# Enrico Schirinzi
Enrico Schirinzi (Berna, 14 novembre 1984) è un allenatore di calcio ed ex calciatore svizzero, di ruolo centrocampista, tecnico dell'Ostermundigen.

## Carriera
Cresciuto nello Young Boys, gioca i primi tre anni nel Wohlen, in seconda serie, dove colleziona 95 presenze e 9 gol in campionato.

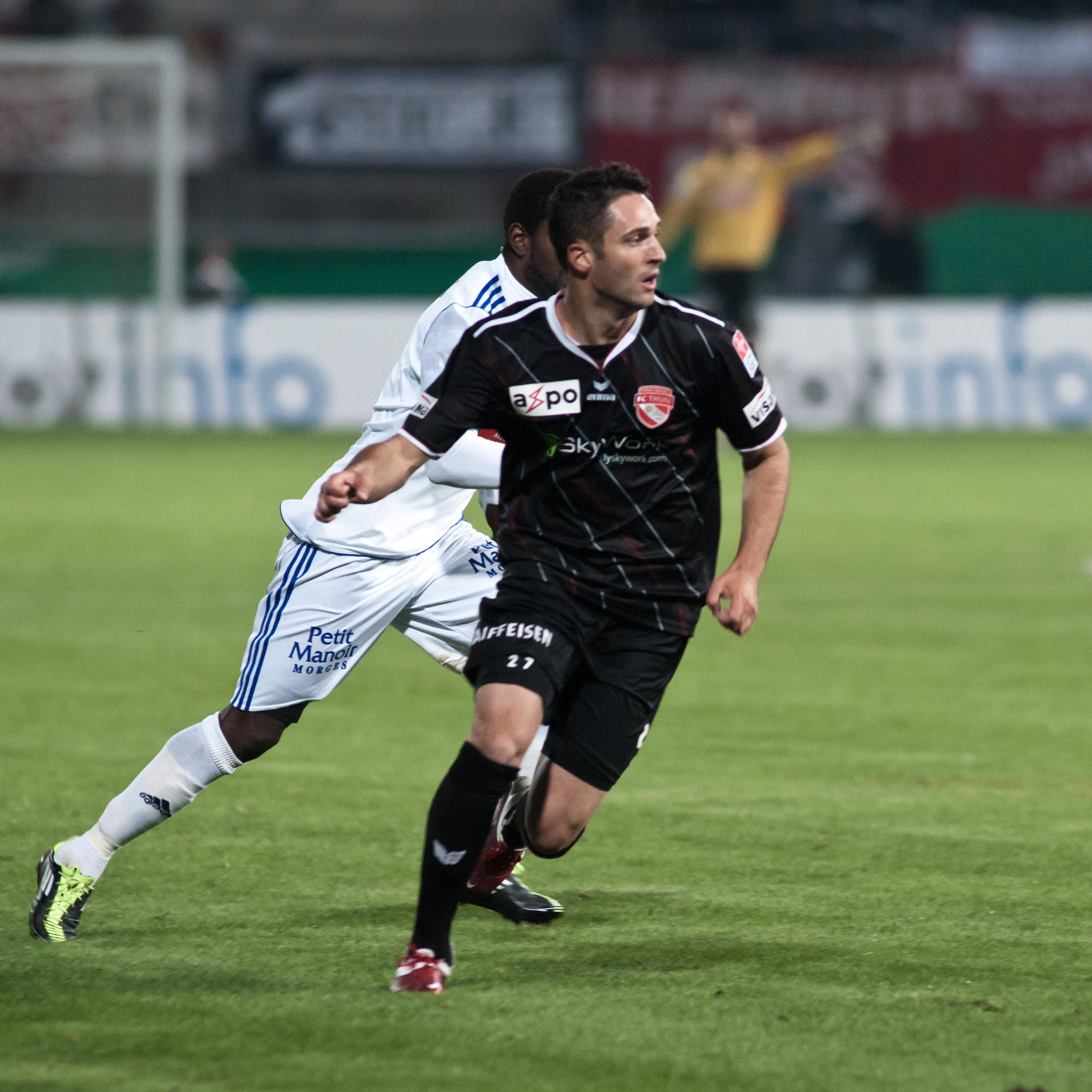
Schirinzi in Losanna-Thun del 22 ottobre 2011

Nella stagione 2008-2009 esordisce in massima serie giocando 11 partite con il Lucerna. A gennaio viene ceduto al Lugano, in Challenge League, dove gioca 11 gare (con un gol).
Tornato al Wohlen per la stagione 2009-2010, dopo 29 presenze e 5 reti, decide di non rinnovare con la squadra svizzera, firma poi un contratto con il Thun. Chiude la carriera al Breitenrain, per poi ritirarsi nel 2018 a 34 anni.